# Baunsberg
Baunsberg este o arie protejată (arie specială de conservare — SAC, sit de importanță comunitară — SCI) din Germania întinsă pe o suprafață de 28,93 ha, integral pe uscat.

## Localizare
Centrul sitului Baunsberg este situat la coordonatele 51°16′20″N 9°24′39″E / 51.2722°N 9.4108°E.

## Înființare
Situl Baunsberg a fost declarat sit de importanță comunitară în aprilie 1999 pentru a proteja 1 specie de animale. Situl a fost protejat și ca arie specială de conservare în martie 2008.

## Biodiversitate
Situată în ecoregiunea continentală, aria protejată conține 3 habitate naturale: Peșteri inaccesibile publicului, Păduri de fag Asperulo-Fagetum, Păduri pe pante, grohotișuri și ravene de Tilio-Acerion.
La baza desemnării sitului se află o specie protejată de  păsări: buha (Bubo bubo).
Pe lângă speciile protejate, pe teritoriul sitului au mai fost identificate 1 specie de mamifere.